# Maja Lee Langvad
Maja Lee Langvad (født 1980 i Seoul, Sydkorea) er en dansk forfatter bosat i København.

## Karriere
Hun er uddannet fra Forfatterskolen 2003 og har været medredaktør på det litterære tidsskrift Banana Split.
Maja Lee Langvads debutbog Find Holger Danske er en konceptuel digtsamling om identitet, adoption, racisme og danskhed. Bogen fik mange rosende anmeldelser, og samme år modtog hun Bodil og Jørgen Munch-Christensens debutantpris. Fra 2007 til 2010 boede Langvad i Seoul i Sydkorea, hvor hun var en del af et adoptionskritisk miljø. Samtidig arbejdede hun på bogen HUN ER VRED - et vidnesbyrd om transnational adoption, der fortæller en kritisk historie om transnational adoption. Med udgangspunkt i sine egne erfaringer tegner hun et portræt af en adopteret og et adoptionskritisk miljø. Bogen fik meget opmærksomhed, da den udkom i 2014, og blev indstillet til bl.a. Politikens Litteraturpris og Kritikerprisen. Bogen er oversat til svensk, hvor den udkom i den prestigefyldte Panache-serie. Samtidig med HUN ER VRED udgav Langvad Find Holger Danske Appendix, der ligger i forlængelse af debutbogen Find Holger Danske. I 2017 udkom Dage med galopperende hjertebanken, der er en lyrisk fortælling om forelskelse, stress og det at skrive.

## Udgivelser
- Find Holger Danske, Borgen, 2006[5]
- HUN ER VRED - et vidnesbyrd om transnational adoption, Gladiator, 2014
- Find Holger Danske Appendix, Gladiator, 2014
- Dage med galopperende hjertebanken, Gyldendal, 2017

## Priser og legater
- 2006: Bodil og Jørgen Munch-Christensens debutantpris.[5]
- 2007: Sven Dalsgaard-legatet[5]
- 2007: Statens Kunstfond: Rejselegat[5]
- 2008: Statens Kunstfond: 3-årigt stipendium[5]
- 2015: Statens Kunstfond: Rejselegat[5]
- 2016: Statens Kunstfond: Arbejdslegat[5]